# Weidorje
Weidorje war eine Progressive Rock/Fusion-Band aus Frankreich, die 1976 von ehemaligen Mitgliedern der Band Magma, dem Bassisten Bernard Paganotti und dem Keyboarder Patrick Gauthier, gegründet wurde. Ihre Musik ist dem von Magma begründeten Zeuhl-Genre zuzurechnen.

## Geschichte
Anfang 1976 gründeten Bassist Bernard Paganotti und Keyboarder Patrick Gauthier die Band als Parallelprojekt in Paris um ihre eigenen Kompositionen spielen zu können. Beide waren damals aktive Mitglieder der Band Magma, wobei Gauthier auch noch bei Heldon spielte. Paganotti rekrutierte Jean-Pol Asseline als zweiten Keyboarder, Gauthier erweiterte die Band um Kirt Rust an Schlagzeug und Perkussions, sowie um den Gitarristen Michel Ettori. Später stießen noch der Saxophonist Alain Guillard und sein Bruder Yvon als Trompeter und Sänger dazu. Der Bandname ging auf einen Vorschlag von Klaus Blasquiz zurück, der damals Sänger von Magma war und sich ebenfalls an dem Bandprojekt beteiligen wollte. „Werdorje“ entstammt der von Christian Vander und Blasquiz entwickelten Kunstsprache Kobaïanisch und steht etwa für „himmlisches Rad“. Der Name ist ebenfalls der Titel eines Songs, den Paganotti für das Magma-Album Üdü Ẁüdü von 1976 geschrieben hatte.
1977 wurde Asseline von Jean-Philippe Goude an den Keyboards abgelöst. Parallel zu den eigenen Aktivitäten unterstützte ein Teil der Band die Auftritte von Michel Delpech.
Demoaufnahmen für ein erstes Album wurden im Pariser Ramses-Studio aufgenommen, bei denen auf Wunsch der Band alle Musiker, wie bei Liveauftritten üblich, gleichzeitig spielten. Das Coverart des selbstbetitelten Albums wurde von Klaus Blasquiz gezeichnet, welches ebenfalls zum Logo der Band wurde. Es zeigt eine gelbgrüne fliegende Untertasse vor einem schwarzen Sternenhintergrund. Am oberen Rand ist in weißen Umrisslinien der 3D-Schiftzug des Bandnamens in Aufsicht zu sehen. Das Album mit seinen drei Titeln wurde im Februar 1978 innerhalb einer Woche im Château d’Hérouville von Laurent Thibault aufgenommen und im gleichen Jahr auf Cezame Cobra herausgegeben. 1992 folgte eine Neuauflage als Compact Disc von Musea, die um die beiden Livetitel Rondeau und Kolinda als Bonus erweitert wurde.
Im Juli 1978 traten Weidorje erstmals im Rahmen des von Marc Barriére produzierten „Rock d'Ici“ im Pariser Konzerthaus Olympia auf. Im Februar 1979 spielten sie auf dem Festival des feux de la Saint-Jean in Sierck-les-Bains, unter anderem an der Seite von Steve Hillage auf. Im März darauf spielten sie erneut im Olympia. Eine Tour durch die Bretagne kollidierte mit den gleichzeitig stattfindenden Regionalwahlen, bei der zahlreiche Tourplakate mit Wahlwerbung überklebt wurden und in der Folge Konzertbesucher ausblieben. Obwohl genug Material für ein Nachfolgealbum vorlag, scheiterte dessen Realisierung, da es nicht gelang, dafür einen Produzenten zu gewinnen, obwohl die Band beim französischen Publikum beliebt war.
Im letzten Jahr des Bandbestehens spielte François Ovide Gitarre. Nach dem Auftritt auf einem Festival in Spanien, das aufgrund technischer und organisatorischer Mängel missglückte, beschloss Paganotti im September 1979 Weidorje aufzulösen, um sich auf seine Solokarriere zu konzentrieren. Einige Jahre später spielten fast alle ehemaligen Bandmitglieder Paganottis erstes Soloalbum Paga ein, das 1985 erschien. Es enthielt ebenfalls zwei ursprünglich für Weidorje komponierte Titel. In der Folge entstand das gleichnamige Bandprojekt Paga.
2023 gab Noizu Recordings das Livealbum Live at Toulon 1978 mit sieben Titeln heraus, welches in einer auf 200 Stück limitierten CD-Auflage erschien.

## Musikalischer Stil
Der musikalische Stil Weidorjes ist dem Zeuhl zuzuordnen, mit deutlichen Tendenzen zu Jazzrock, Fusion und Elektronischer Musik. Er ist von einer ähnlich hypnotischen Kraft wie bei Magma geprägt, demgegenüber sind die Titel rockiger, und etwas zugänglicher beim ersten Hören, obwohl viele die Musik als düster oder sogar ungesund/verstörend empfinden. Ihre Wirkung erreichen die Stücke einerseits durch das polyrhythmische Keyboard- und Gitarrenspiel, und andererseits durch den Einsatz beschwörender Wiederholungen, der kraftvoll gespielten Bassgitarre, sehr präsenten Blechbläsern und dem magmaähnlichen Gesang, dessen Texte jedoch nicht auf Kobaïanisch, sondern scatartig vorgetragen werden.

## Diskographie
- 1979: Weidorje:

1.  Elohim's Voyage – 16:31
2. Vilna – 12:19
3. Booldemug – 7:10

Bonustritel der CD-Neuauflage 1992
1.  Rondeau – 8:48 (Liveaufnahme vom 14. Oktober 1978 in Rombas)
2. Kolinda  – 12:27 (Liveaufnahme vom 14. Oktober 1978 in Rombas)
  

- 2023: Live At Toulon 1978[8]

1. Elohims Voyage – 15:29
2. Booldemug – 8:48
3. Rondeau – 6:41
4. Vilna – 12:23
5. Kolinda – 11:07
6. Urantia – 14:17
7. Weidorje – 1:17

## Besetzung

### Album
- Bernard Paganotti – Bass, Gesang
- Patrick Gauthier – Keyboards
- Michel Ettori – Gitarre
- Kirt Rust – Schlagzeug
- Alain Guillard – Saxophon
- Yvon Guillard – Trompete, Gesang
- Jean-Philippe Goude – Keyboards

### Weitere Mitglieder
- Jean-Pol Asseline –  Keyboards
- François Ovide – Gitarre[9]